# Lotus (R.E.M.)
Lotus è un brano della band statunitense R.E.M.. La canzone è il secondo singolo estratto dall'undicesimo album della band Up (1998).

## Video musicale
Il video del brano è stato diretto da Stéphane Sednaoui.

## Tracce
CD
1. "Lotus" - 4:31
2. "Surfing the Ganges" - 2:25
3. "Lotus" (Weird Mix) - 4:33

7" and cassette
1. "Lotus" - 4:31
2. "Surfing the Ganges" - 2:25

Japanese 3" CD
1. "Lotus" - 4:31
2. "Suspicion" (live in the studio) - 5:39

## Classifiche
| Classifica (1998/99)            | Posizione massima |
| ------------------------------- | ----------------- |
| Belgio (Fiandre)                | 68                |
| Canada                          | 32                |
| Nuova Zelanda                   | 50                |
| Regno Unito                     | 26                |
| Stati Uniti (adult alternative) | 4                 |
| Stati Uniti (alternative)       | 31                |
| Stati Uniti (mainstream rock)   | 31                |
| Svezia                          | 60                |